# Antonio Benavides Fernández de Navarrete
Antonio Benavides y Fernández de Navarrete (Baeza, Jaén, 20 de junio de 1807-Villacarrillo, 23 de enero de 1884) fue un jurista, historiador y político español. 

## Biografía
Entre otros honores fue director de la Real Academia de la Historia, miembro de la Real Academia de Ciencias Morales y Políticas, caballero de la Orden de Santiago, caballero gran cruz de la Orden de Carlos III y caballero gran cruz de la Orden de Isabel la Católica.

### Carrera política
Adscrito políticamente al Partido Conservador ocupó una cátedra en la Universidad de Granada y tras ser fiscal en la Real Audiencia de Puerto Rico desempeñó —bajo el reinado de Isabel II— el cargo de ministro de la Gobernación en 1847, 1853 y 1864, año en el que también desempeñaría la cartera de Estado. Senador vitalicio en 1867 y 1868, al final del reinado de Isabel II, con la Restauración en 1876 lo fue por la provincia de Jaén.